# Улица Героев Мариуполя (Киев)
Улица Героев Мариуполя (до 2022 года — улица Маршала Якубовского) (укр. Вулиця Героїв Маріуполя) — улица в Голосеевском районе города Киева, исторически сложившаяся местность жилой массив Теремки (Теремки-II). Пролегает от улицы Василия Касияна до улицы Степана Рудницкого.
Примыкает улица Профессора Балинского.

## История
Новая улица № 2 спроектирована в 1970-е годы вместе с другими улицами микрорайона № 2 жилого массива Теремки. Улица начала застраиваться в 1979 году.
21 марта 1977 года Новая улица № 2 (от улицы Юрия Смолича до улицы Василия Касьяна) была переименована на улица Маршала Якубовского — в честь Маршала Советского Союза, дважды Героя Советского Союза Ивана Игнатьевича Якубовского, согласно Решению исполнительного комитета Киевского городского Совета депутатов трудящихся № 410 «Про упорядочивание наименований и переименований улиц и площадей г. Киева» («Про впорядкування найменувань та перейменувань вулиць і площ м. Києва»). 
25 августа 2022 года улица получила современное название, согласно Решению Киевского городского Совета № 4927/4968 «Про переименование улицы Маршала Якубовского в Голосеевском районе города Киева» («Про перейменування вулиці Маршала Якубовського в Голосіївському районі міста Києва»).

## Застройка
Улица пролегает в северо-западном направлении параллельно улицам Композитора Лятошинского и Самойло Кошки (Маршала Конева). Улица имеет по два ряда движения в обе стороны. 
Парная и непарная стороны улицы заняты многоэтажной жилой (9-14-этажные дома) застройкой и учреждениями обслуживания. 
Учреждения:
1. дом № 1 — детсад № 640
2. дом № 1А — детсад № 641
3. дом № 1Б — детсад № 642
4. дом № 6 — поликлиника Голосеевского района № 2; центр первичной медико-санитарной помощи № 1 Голосеевского района
5. дом № 7А — ДЮСШ № 15
6. дом № 7Б — школа № 260
7. дом № 7Г — школа № 220
8. дом № 7Д — лицей № 227